# Eremobates toltecus
Eremobates toltecus är en spindeldjursart som först beskrevs av Pocock 1895.  Eremobates toltecus ingår i släktet Eremobates och familjen Eremobatidae. Inga underarter finns listade i Catalogue of Life.